# Parodie
Pour l’article ayant un titre homophone, voir Parodi.
Pour les articles homonymes, voir Parodie (homonymie).
 (novembre 2024).

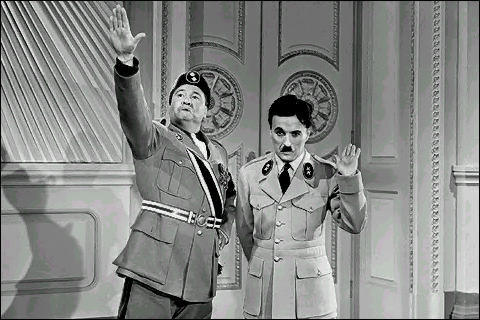
Benzino Napoleoni et Adenoïd Hynkel, parodies évidentes de Mussolini et Hitler, dans Le Dictateur (1940) de Charlie Chaplin.

La parodie peut être une forme d'humour qui utilise le cadre, les personnages, le style et le fonctionnement d'une œuvre ou d'une institution pour s'en moquer. Mais le mot n'a pas toujours eu ce sens. En musique par exemple, il s'agit simplement de réemploi : on adapte alors un nouveau texte sur une musique existante ou bien on adapte une musique préexistante pour la replacer dans un nouveau contexte. Généralement, la caricature en est complètement absente.
Dans les parodies établies sur l'idée de caricature, elle se fonde entre autres sur l'inversion et l'exagération des caractéristiques appartenant au sujet parodié.
Selon Dominique Maingueneau, la parodie constitue une « stratégie de réinvestissement d'un texte ou d'un genre de discours dans d'autres » : il s'agit d'une stratégie de « subversion », visant à disqualifier l'auteur du texte ou du genre source, tandis que la stratégie opposée (la « captation », imitation positive) permet de « transférer sur le discours réinvestisseur l'autorité attachée au genre source ».

## Les différents types
Une parodie peut viser un genre en général, ou une œuvre en particulier. Dans le second cas, le nom est souvent une référence explicite à l'œuvre parodiée, par exemple Barry Trotter.
Une autre distinction est celle du message envers l'œuvre parodiée. Une parodie peut être destinée à ceux qui aiment l'œuvre d'origine, ou au contraire la critiquer, et viser le public qui ne l'aime pas.
On parle d'auto-parodie quand les auteurs de la parodie sont ceux de l'œuvre parodiée. Les producteurs de Heroes avaient diffusé sur internet la parodie Zeroes pour faire la promotion de la série.

## Légalité
En France, toute exploitation d’œuvres sans l’autorisation de son auteur constitue un acte de contrefaçon. Toutefois l’article L 122-5 du Code de la Propriété intellectuelle aménage certaines exceptions au droit d'auteur : il en est ainsi notamment de la parodie, le pastiche et la caricature, compte tenu des lois du genre.
C'est une exception par rapport au droit général, qui donne une telle propriété sur les œuvres qu'il est interdit d'écrire une suite à l'œuvre de quelqu'un d'autre.
En principe, une parodie doit se démarquer par son aspect comique ou sa raillerie. La parodie peut même constituer une critique de certains aspects de l'œuvre d'origine. Au contraire une parodie impossible à distinguer de l'œuvre d'origine constituerait une atteinte aux droits d'auteur.
L'existence d'une auto-parodie n'interdit pas la production de parodies par des tiers.
Toutefois certaines limites existent : une parodie peut porter un message politique, mais dans le cas de certains messages particulièrement controversés, les auteurs d'origine peuvent protester contre l'association de leur œuvre avec ces idées (par exemple si le message est considéré comme xénophobe par l'auteur ou ses ayants droit).
De même la justice française a condamné une parodie de L'Aigle noir car la critique ne portait pas sur la chanson elle-même, mais sur les origines de la chanteuse.

## Exemples

### À la télévision
- Les Guignols de l'info, parodie de l'information et parodies en général sur des carricatures.
- Groland parodie tant un journal télévisé avec des reportages « sur le terrain » que la France avec la « Présipauté de Groland ». Il existe une parodie de vignette automobile sur laquelle figurent les lettres GRD et une amphore romaine, en référence à cette émission. Cette vignette non officielle est tolérée en France[réf. nécessaire].
- Les Inconnus, parodies diverses, surtout d'émissions de télévision (dessins animés, clips, documentaires, émissions sportives, séries, publicités, etc.).
- Les Nuls ont notamment parodié des publicités, les feuilletons et film de science-fiction comme Star Trek avec la série Objectif Nul, et à l'instar des Inconnus, des émissions, clips, etc.
- Téléchat, émission pour enfants qui parodiait journal télévisé et pubs.
- Léguman, série diffusée dans cette même émission, qui parodiait les sentai.
- 31 minutos, parodie du journal télévisé 60 minutos (es)
- Les Nous Ç Nous, groupe de comiques français dont l'émission sur France 3 parodiait diverses séries et émissions.
- Le cœur a ses raisons, parodie des soaps américains.
- Parodies sur terre, émission qui se spécialisait dans les doublages d'extraits de films, mais parodiait aussi vidéo-clips et publicités.
- Le Comité de la Claque parodie des publicités et des émissions.
- Après le 20 heures c'est Canteloup à la fois parodie de journal du 20 heures et parodie d'humour.
- Le Palmashow parodie des films et émissions.
- The Annoying Orange, parodie de jeux vidéo et de vidéos du Net.
- Startup Heroes, parodie des fictions détournés.
- Wonder Showzen (en), parodie des programmes jeunesses en public averti.
- Le Vrai Journal qui avait des parodies qui sont réalisés avec trucage sur des carricatures.
- Drawn Together qui contient des pastiches détournés dans des parodies.
- Ugly Americans qui contient des pastiches parodique détournés.
- South Park parodie parfois des films à succès.
- Les Griffin parodie parfois des films à succès.
- Les Simpson parodie parfois des films à succès.
- Simpson Horror Show parodie parfois des films d'horreur.
- The Bogus Witch Project téléfilm parodique sur Le Projet Blair Witch.
- La Vengeance au triple galop téléfilm parodique sur La Vengeance aux deux visages.
- Les Minikeums émission jeunesse qui parodie parfois les fictions, les émissions et les chansons.
- Pas de pitié pour les croissants qui possède des sketches parodique des fictions.
- Le Club Dorothée qui possède le jeu de "l'innocente victime" avec la moitié qui sont des parodies de fictions.
- Le Bébête Show qui parodie Le Muppet Show avec des carricatures.

### Au cinéma
Certains films peuvent également leur rendre hommage ou non.
- Austin Powers, parodie des films d'espionnage James Bond.
- Le Bal des vampires, parodie des films avec Dracula.
- Guerre et Amour (Love and Death), 1975, de Woody Allen, parodie de Guerre et Paix et de Alexandre Nevski d'Eisenstein.
- Le Grand Frisson (High Anxiety), 1977, de Mel Brooks, parodie des films d'Alfred Hitchcock.
- Frankenstein Junior, parodie des films avec Frankenstein.
- Hot Shots! et Hot Shots! 2, parodies de Top Gun et de Rambo.
- Flesh Gordon Parodie "pornographique" et très potache de la série cinématographique Flash Gordon des années 30, également déclinée en film et en bandes dessinées.
- Mars Attacks! parodie de films de science-fiction.
- Évolution parodie de films de science-fiction.
- OSS 117 : Le Caire, nid d'espions, parodie de films d'espionnage.
- Sex Academy, parodie de films pour ados.
- Scary Movie, parodie de plusieurs films d'horreur et autres (Scream, Sixième Sens, Matrix, Saw, etc.).
- Y a-t-il un pilote dans l'avion ? (Airplane) et Y a-t-il enfin un pilote dans l'avion ? (Airplane II: The Sequel), parodie des films-catastrophe comme Airport.
- Le Magnifique, parodie filmée de la série SAS.
- Top secret !, parodie des films d'Elvis Presley et des films sur la Résistance.
- Le Dictateur de Charlie Chaplin, dont certaines scènes parodient les films de propagande nazie.
- La Folle Histoire de l'espace, parodie de Star Wars.
- Big Movie, parodie des films à succès.
- Spinal Tap parodie les groupes de hard rock et leurs tribulations quotidiennes.
- Galaxy Quest parodie les films Star Trek.
- Le Hobbit : Le Retour du roi du Cantal parodie les films Le Hobbit.
- Super Héros Movie parodie les films de super-héros.
- La Tour Montparnasse infernale parodie le film d'action Die Hard.
- News Movie (The Onion Movie) parodie l'information américaine et les films d'action.
- Space Movie parodie les films de science-fiction.
- Spartatouille (ou Orgie movie) (Meet the Spartians) parodie surtout le film 300.
- Disaster movie parodie les films catastrophe.
- Dance Movie (Dance flick) parodie les comédies musicales.
- Sexy Movie (Date movie) parodie les films sentimentaux.
- Mords-moi sans hésitation parodie la saga Twilight.
- Last Action Hero parodie les blockbusters d'action comme L'Arme fatale ou encore Piège de cristal.
- Alarme fatale parodie le film L'Arme fatale.
- La cité de la peur parodie certains films d'horreurs de série B comme Bad Taste ou Red Is Dead, mais également des succès populaires comme Terminator, Basic Instinct ou encore Pretty Woman.
- George de la jungle et George de la jungle 2 est une parodie de Tarzan.
- Malibu Rescue est une parodie de Baywatch : Alerte à Malibu
- Cours après moi shérif est une parodie de Shériff, fais-moi peur
- Supernatural Activity (en) et Paranormal Movie (en) est une parodie de Paranormal Activity.
- Little Evil parodie de La Malédiction.
- Shaun of the Dead parodie des films de George A. Romero.
- Scary Scream Movie parodie de Scream.
- Spoof Movie parodie de drame et thriller.
- Extreme Movie parodie des films sur la sexualité des adolescents.
- Bienvenue à Zombieland et Retour à Zombieland parodie des films des infectés comme 28 Jours plus tard, 28 Semaines plus tard, 28 Years Later, L'Armée des morts et Le Jour des morts.
- Johnny English, Johnny English contre-attaque et Johnny English, le retour parodie de James Bond.
- Delta Farce parodie de Delta Force.
- Black Dynamite parodie des films de blaxploitation comme Coffy, Les Nuits rouges de Harlem, Superfly etc.
- Cinquante Nuances de black parodie de Cinquante nuances de Grey.
- Fatal Instinct parodie des thrillers érotiques comme Liaison fatale, Basic Instinct et La Fièvre au corps.
- Kill Buljo : Ze Film parodie de Kill Bill : Volume 1 et Kill Bill : Volume 2.
- News Movie parodie de Journal télévisé.
- Le Prince de Sicile parodie des films de Film de gangsters comme Le Parrain, Le Parrain, 2e partie, Le Parrain, 3e partie et Les Affranchis.
- Premiers Pas dans la mafia parodie de Le Parrain.
- Le Silence des jambons parodie de Le Silence des agneaux.
- Spanish Movie parodie de Les Autres, L'Orphelinat, Capitaine Alatriste, Le Labyrinthe de Pan, Ouvre les yeux, Les lundis au soleil, Volver, Mar adentro et REC.
- Super Capers parodie des films de super-héros.
- Super-héros malgré lui parodie des films de super-héros.
- Superfast 8 parodie de la saga Fast and Furious.
- Very Bad Games parodie des films à succès.
- Farce of the Penguins parodie de La Marche de l'empereur.
- Y a-t-il un exorciste pour sauver le monde ? parodie de L'Exorciste.
- Mexican Pie parodie de American Pie.
- Le Jour le plus court parodie de Le Jour le plus long.
- Poltergay parodie de Poltergeist.
- The Tony Blair Witch Project parodie de Le Projet Blair Witch.
- La Honte de la jungle parodie de Tarzan.
- Ronal le Barbare parodie de Conan le Barbare.
- Team America, police du monde parodie de Les Sentinelles de l'air.
- An Erotic Werewolf in London parodie de Le Loup-garou de Londres.
- Batbabe parodie de Batman.
- Bikini Jones and the Temple of Eros parodie de Indiana Jones et le Temple maudit.
- The Erotic Witch Project parodie de Le Projet Blair Witch.
- Gladiator Eroticvs parodie de Gladiator.
- Ironbabe parodie d'Iron Man.
- The Lord of the G-Strings parodie de Le Seigneur des anneaux.
- La Playmate des singes parodie de La Planète des singes.
- Spiderbabe parodie de Spider-Man.
- Titanic 2000 parodie de Titanic.
- Who Wants to Be an Erotic Billionaire? parodie de Who Wants to Be a Millionaire?.
- L'Espion qui venait du surgelé parodie de L'Espion qui venait du froid.
- James Tont operazione U.N.O. et James Tont operazione D.U.E. sont des parodies de James Bond.
- Notre homme Flint et F comme Flint sont des parodies de James Bond.
- Opération frère cadet parodie de James Bond.
- Massacre allemand à la tronçonneuse parodie de Massacre à la tronçonneuse.
- Pas très normales activités parodie de Paranormal Activity.
- Poultrygeist: Night of the Chicken Dead parodie de Poltergeist.
- Le Privé de ces dames parodie de Casablanca et Le Faucon maltais.
- Y a-t-il un flic pour sauver la reine ? parodie de Un espion de trop et L'Inspecteur Harry.
- Y a-t-il un flic pour sauver le président ? parodie de Ghost, Casablanca, E.T. l'extra-terrestre et La Quatrième Dimension (Comment servir l'homme).
- Y a-t-il un flic pour sauver Hollywood ? parodie de Les Incorruptibles, Thelma et Louise, L'Évadé d'Alcatraz, La Grande Évasion, Les Goonies, Jurassic Park et L'enfer est à lui.
- Another Gay Movie et Another Gay Movie 2 parodie de American Pie.
- Galaxy Quest parodie de Star Trek.
- Mac et moi parodie de E.T., l'extra-terrestre.
- Space Movie parodie de Le Cinquième Élément, Minority Report, Star Trek, Star Wars, Retour vers le futur 3, Chevalier et Cyrano de Bergerac.
- Star Wreck: In the Pirkinning parodie de Star Trek et Babylon 5.
- Starving Games parodie de Hunger Games.
- Thumb Wars : La Guerre des Pouces parodie de Star Wars.
- Turkish Star Trek parodie de Star Trek.
- Y a-t-il un flic pour sauver l'humanité ? parodie de 2001, l'Odyssée de l'espace.
- La Créature de la mer hantée parodie de L'Étrange Créature du lac noir.
- Dörte’s Dancing parodie de Dirty Dancing.
- Dernier Tango à Zagarol parodie de Le Dernier Tango à Paris.
- Il giustiziere di mezzogiorno parodie de Un justicier dans la ville.
- Le Grand Frisson parodie des films d'Alfred Hitchcock.
- Love Is a Many Stupid Thing parodie de Infernal Affairs.
- Mud and Sand parodie de Arènes sanglantes.
- Per qualche dollaro in meno parodie de Et pour quelques dollars de plus.
- Il più comico spettacolo del mondo parodie de Sous le plus grand chapiteau du monde.
- Sacré Robin des Bois parodie de Robin des Bois.
- Sous le plus petit chapiteau du monde parodie de Sous le plus grand chapiteau du monde.

### En littérature
Au départ, pendant comique de la tragédie, ensuite, ouvrage qui ridiculise un modèle sérieux connu, un courant littéraire déterminé ou une certaine manière d’écrire, en accentuant leurs caractéristiques thématiques ou formelles. Il peut avoir des visées comiques, mais la plupart du temps, il se charge d’une dimension polémique parce qu’il marque une rupture avec des ouvrages et des courants qui sont ressentis comme dépassés.
Exemple : Le Don Quichotte parodie les romans de la chevalerie, et les Gargantua et Pantagruel de Rabelais, le scolastique.
- La Cena Cypriani (vers 250) ou Cène de Cyprien, (IVe ou Ve siècle) est une parodie de la Bible ; elle a été étudiée par Mikhaïl Bakhtine dans L'Œuvre de Rabelais (1982), et par Georges Minois dans Histoire du rire et de la dérision (2000)[8].
- Le cycle Ubu dont Ubu roi (1895), pièce du théâtre de l'absurde d'Alfred Jarry.
- La Molvanie (2003), parodie de guide de voyage
- Résident débile[9] (2000, film), parodie de Resident Evil et Metal Gear Solid[10].
- Lord of the Ringards (1969), parodie du Seigneur des anneaux.
- La Légende des sexes, poèmes hystériques et profanes[11] (1882) d'Edmond Haraucourt, parodie de La Légende des siècles.
- Barry Trotter (2001), parodie de Harry Potter.
- La Der des étoiles, BD parodique de Star Wars[12].
- Pastiches par Roger Brunel, les grands héros de BD revus avec humour et paillardise (il y a ici un glissement de sens de pastiche vers parodie).
- Ella au pays enchanté (2004, film) , parodie de Cendrillon et tiré du livre "Ella Enchanted".
- Rantanplan (1962), parodie de Rintintin.
- Dragon Fall (1997), parodie de Dragon Ball.
- Love Nana, parodie de Love Hina
- Nos Chats de Georges Perec, parodie lipogrammatique en e dans La Disparition de Les Chats de Charles Baudelaire dans Les Fleurs du mal.
- Le Roland Barthes sans peine de Burnier-Rambaud, parodiait sous forme de manuel paru chez Balland (1978), le style de Roland Barthes ; voir aussi Virginie Q de Patrick Rambaud, paru en 1986 (Balland) sur Marguerite Duras.
- Raruto (2005), parodie de Naruto
- L'Abbaye de Northanger (1817), un roman de Jane Austen, parodie des romans gothiques populaires de l'époque
- Impostures de Romain Dutreix en 2013, des pastiches parodiques des personnages de BD.
- Les Kassos (2003), une bd des pastiches parodiques adapté de la série web.
- Bob Marone (1980), parodie de Bob Morane.
- Full Lethal Alchemist (2008), parodie de Fullmetal Alchemist.
- Harry Cover (2005), parodie de Harry Potter.
- Naruzozo (2007), parodie de Naruto.
- Dr Mouse (2009), parodie de Dr House.
- Les Avatars (bande dessinée) (2002), parodie de Strawberry Fields Forever, Abbey Road (album) et The Beatles (album) des The Beatles, The Rolling Stones et Amicalement vôtre.
- Athanagor Wurlitzer (1986), parodie de James Bond, Blanche-Neige, Frankenstein, Les Aventures d'Alice au pays des merveilles, Les Misérables, Pinocchio, Il était une fois dans l'Ouest et Mission impossible.
- Agent 327 (1966), parodie de James Bond.
- Les Aventures de Philip et Francis (2005), parodie de Blake et Mortimer.
- Barack the Barbarian (2009), parodie de Conan le Barbare avec la carricature du président Obama.
- Baston Labaffe no 5 : La Ballade des baffes (1983), parodie de Gaston.
- Captain Biceps (2004), parodie de Super-héros avec des pastiches des héros de comics.
- Bill Baroud (1998), parodie de James Bond et Bob Morane.
- Le Divan de la BD (1999), bd parodique avec des pastiches en séances de psychanalyse.
- Le Lotus rose (2007), parodie de Les Aventures de Tintin.
- Not Brand Echh (1967), parodie de Super-héros.
- Robin Dubois (1974), parodie de Robin des Bois.
- Squeak the Mouse (1984), parodie de Tom et Jerry.
- Superdupont (1972), parodie de Superman.
- Superwest (1986), parodie de Superman.
- The Tick (1986), parodie de Super-héros.
- Tintin en Thaïlande (1999), parodie de Les Aventures de Tintin.

### Dans la presse écrite et en ligne
- Jalons, parodie de publications à visée informative et commerciale.
- Le Canard enchaîné, journal satirique et parodique, à l'origine créé contre la censure lors de la Première Guerre mondiale.
- The Onion, média d'informations parodiques américain.
- Le Gorafi, faux journal en ligne reprenant les codes du métier.
- Nordpresse, journal belge qui parodie Sudpresse.
- El Manchar, journal satirico-parodique algérien.
- Bopress, journal marocain d'informations parodiques.
- Brave Patrie, faux journal pastichant Minute.
- Actubis, journal satirique et parodique pure player.
- Desencyclopédie, parodie de Wikipédia.

### En chansons
Souvent, l'habitude dans les parodies est de reprendre une chanson à succès du moment et d'en changer les paroles pour un sujet d'actualité.
- Max Boublil parodie la musique en général.
- Fatal Bazooka, personnage de rappeur incarné par Michaël Youn, parodie le rap en général, et en particulier le rap « bling-bling » et sexiste à l'américaine.
- Ultra Vomit est un groupe de métal parodiant certains tubes, chansons et artistes dans une version souvent très brutale contrastant avec l'humour des paroles.
- Le festival Roblès, duo composé de Pascal Gigot et Bruno Roblès, a parodié de nombreuses chansons et publicités dans son émission matinale sur NRJ, au début des années 1990.
- L'animateur de radio Sébastien Cauet a réalisé quelques parodies de chansons (dont Zidane il va marquer et Zidane il a frappé, après la finale de la Coupe du Monde 2006)
- Le groupe de grindcore Anal Cunt a parodié certaines chansons à plusieurs reprises, dans un but tout à fait dérisoire, comme Down de 311, renommée 311 Sucks, ou encore We Just Disagree de Dave Mason.

Le phénomène internet du lip dub désigne une vidéo réalisée en plan-séquence et en playback par des particuliers et vise à parodier une chanson souvent très connue.